# The Secret Life of the American Teenager
The Secret Life of the American Teenager (prt: A Vida Secreta de uma Adolescente Americana) é uma série de televisão produzida pela ABC Family e criada por Brenda Hampton. Teve sua estreia em 1 de julho de 2008.
A música de abertura é "Let's Do It (Let's Fall in Love)" de Molly Ringwald, a qual interpreta a mãe da personagem principal da série.
A série foi renovada em 9 de fevereiro de 2009 para uma segunda temporada constituída por 24 episódios. Na primeira temporada, enfoca as relações entre amigos e familiares e como eles lidam com a inesperada gravidez da inocente Amy Juergens. Já na segunda temporada, Amy deve enfrentar as dificuldades da maternidade e da escola ao mesmo tempo.
A série recebeu muitas opiniões negativas de críticos em sua estréia, mas foi muito bem recebida pelos seus telespectadores. O episódio piloto bateu recorde na ABC Family, batendo Kyle XY, com 2.82 milhões e uma final de temporada com 4.50 milhões de telespectadores, superando Gossip Girl. A estréia da segunda temporada ganhou a maioria das opiniões positivas, e foi muito bem elogiada pelos críticos e telespectadores.
A série tem como tema central, o sexo - e como ele afeta a vida dos adolescentes, e a gravidez da protagonista Amy, de 15 anos. Foi exibida no Brasil pelo canal Boomerang.

## Sinopse
A série foca relações entre amigos e familiares de adolescentes. A história começa com uma inesperada gravidez de Amy Juergens, uma adolescente de apenas 15 anos e tem que escolher entre abortá-lo, dar ou mesmo ficar com seu bebê. Essa série é do gênero drama, romance e com algumas pitadas de humor.

## Produção
A série foi criada e produzida por Brenda Hampton, criadora do 7th Heaven.
A primeira temporada começou com onze episódios, transmitidos a partir de 1º de julho de 2008 a 9 de setembro de 2008. Após um hiato, mais doze episódios são lançados a partir de janeiro de 2009.
Devido ao sucesso, ABC Family anuncia a renovação da série seguida do cancelamento da série Kyle XY. A segunda e nova temporada, composta por 24 episódios, foi transmitida a partir de 22 de junho de 2009.
A terceira e mais nova temporada da série estreia dia 7 de junho de 2010, no canal pago ABC Family.
Apesar do grande sucesso, em outubro de 2012, A Vida Secreta de uma Adolescente Americana foi cancelada por motivos não expressados, e a 5ª temporada foi a última.

## Personagens
Amy Juergens (Shailene Woodley), filha de George e Anne Juergens, irmã mais velha de Ashley e mãe de John. Antes de sua gravidez, Amy era muitas vezes referida como a agradável, a doce, a santa e a mais sensata filha do casal Juergens. Essa jovem de quinze anos toca na banda da escola. Em um acampamento com todos os integrantes da banda, Amy engravida de Ricky. Após esse incidente, Amy começa a namorar seu atual e dedicado namorado Ben Boykewich, o qual tentou casar-se com ele ilegalmente. Com a triste escolha entre o aborto e doação do bebê, Amy decide ficar com seu bebê chamado John. Ela pretende cuidar de seu bebê com a ajuda do Ricky e de Ben.
Benjamin Boykewich (Ben) (Kenny Baumann), é um jovem de quinze anos e o mais novo integrante da banda escolar. Namora Amy, a qual é totalmente dedicado e fixado por ela. Ben é herdeiro de uma rica sociedade de carnes de seu pai, Leo Boykewich (Steve Schirripa) ou o "Rei das Salsichas". Ele planeja casar-se com Amy e ajudá-la com seu bebê financeiramente.
Richard Underwood (Ricky) (Daren Kagasoff), um jovem de dezesseis anos de idade, incomodado com seu passado e questões emocionais, resultando em sua promiscuidade. Ele está em terapia, mas não demonstra muito entusiasmo. Muito popular na escola como o "bad boy" e por ser o baterista da banda escolar. Ele é filho de Bob Underwood (Bryan Callen), um viciado em drogas e bebidas alcoólicas, agressor doméstico que se encontra atualmente na prisão. Por esse motivo, vive com um uma mãe adotiva, Margaret (L. Scott Caldwell). Ricky engravidou Amy numa noite de acampamento da banda, e demonstra total desprezo pelo bebê no início da gravidez, mas com alguns conselhos de sua amiga Grace, tenta reconquistar Amy e ajudá-la com o bebê. Atualmente trabalha no açougue da família Boykewich junto com Ben. Após o nascimento de seu filho, demonstra apego a ele, e se esforça em ser um pai responsável e dedicado.
Adrian Lee (Francia Raisa), é uma jovem de dezesseis anos de idade muito conhecida por ter uma imagem ruim de "namoradeira" na escola em que frequenta. Mora com sua mãe, Cindy (Paola Turbay) em um apartamento, mas esta sempre está fora por motivos de trabalho. Seu pai, Ruben Enriquez (Philip Anthony-Rodriguez), é ausente na infância da filha, mas Adrian posteriormente o encontra com a ajuda do conselheiro da escola Marc Molina e de Grace Bowman. Adrian gosta de se sentir amada, e por isso mantém um relacionamento sexual com Ricky Underwood. Adrian rapidamente apaixonou-se por seu meio-irmão Max Enriquez (Zachary Abel), que praticou uma verdadeira relação em vez de simplesmente sexo. Antes do namoro com Max, Adrian teve um caso com Jack Pappas, a fim de dar ciúmes em Rick, o que resultou na separação de Grace e Jack. No entanto, Grace e Adrian tornaram-se amigas depois de um tempo.
Grace K. Bowman (Megan Park), uma doce adolescente de dezesseis anos. Grace é uma chefe de torcida e uma dedicada cristã. O pai de Grace é Marshall Bowman (John Schneider), um médico cuja carreira ela espera emular. Sua mãe é Kathleen Bowman (Josie Bissett), ex-esposa de George Juergens. Ela tem um irmão adotado, Tom Bowman (Luke Zimmerman), o qual tem Síndrome de Down. Grace tem muito carinho, respeito e um relacionamento aberto com sua família, mas passa a seguir suas próprias decisões quando o assunto é homens e sexo. Ela mantinha um namoro com Jack Pappas, mas termina quando descobre que ele a traiu com Adrian Lee, a qual tornou-se sua melhor amiga. Namorou também com Ricky Underwood, mas este desmanchou o namoro por motivos pessoais. Grace volta com Jack no final da primeira temporada, mas faz a promessa de perder sua virgindade após o casamento. E quando realiza isso, acontece um terrível acidente em sua família, que a traumatiza e deixa de pensar em praticar sexo outra vez.
Jack Pappas (Greg Finley II), é um jovem de dezesseis anos de idade e jogador da equipe de futebol da escola. Jack é o enteado do reverendo Stone (Tom Virtue). Jack começa um namoro com Grace, mas logo termina quando é descoberto traindo ela com sua amiga Adrian. Ele lamenta desse acontecido e se esforça para reconquistar sua ex namorada. No entanto, Grace começa um relacionamento com Ricky, o que deixa Jack depressivo. Jack é designado a fazer serviços comunitários por ter afirmado que foi ele quem fez identificações falsas para a realização do ilegal casamento entre Ben Boykewich e Amy Juergens. Jack começa uma paixão com a irmã mais velha de Duncan, Shawna. Mas por ainda gostar de Grace, termina esse namoro. Mas reatam o namoro e fazem sexo na segunda temporada.
Anne Juergens (Molly Ringwald), mãe de Amy e Ashley Juergens e esposa divorciada de George Juergens. Seu divórcio aconteceu, assim que ela descobriu que seu marido tinha uma amante, Cindy Lee, a mãe de Adrian. Devido ao seu divórcio, Anne começa a trabalhar num escritório de arquiteto e namora com seu chefe, David Johnson. No começo da segunda temporada, ela engravida, e os suspeitos pais dessa criança são o seu chefe ou o seu ex-marido.
George Juergens (Mark Derwin), pai de Amy e Ashley Juergens. Foi marido de Kathleen Bowman, mãe de Grace, e Anne Juergens. Também teve um pequeno relacionamento com Cindy Lee, mãe de Adrian. George tem uma loja mobilionária. Se lamenta pelo seu divórcio com Anne e deseja novamente reunir a sua família, mesmo demonstrando interesse pela mãe de Grace, Kathleen.
Ashley Juergens (India Eisley), filha de Anne e George Juergens e irmã mais nova de Amy. É uma garota sarcástica de treze anos, tem poucos amigos íntimos, não se preocupa com o que dizem sobre ela e é um pouco "sabe-tudo". Ashley é a primeira da família a saber sobre a gravidez de sua irmã, e dá a ela total apoio e tenta convencê-la a ficar com o bebê. Ela parece estar interessada em dois meninos: Henry (Allen Evangelista), um dos melhores amigos de Ben, e Thomas, o qual conheceu numa parada de ônibus.
Marc Molina (Jorge Pallo), é o novo conselheiro orientador da escola Ulysses Grant High School. No início, os estudantes Jack, Ben e Adrian o procurou várias vezes por vários motivos. Tais motivos como gravidez, descobrir o paradeiro de um pai desconhecido, namoros, entre outras coisas que não era a função de Marc ajudar. Recentemente casado com sua namorada ciumenta Virgínia (Constance Marie), e acredita que ela é a pessoa errada para a sua vida.
Kathy (Cierra Ramirez), é uma nova aluna da escola que está grávida e que fica aos cuidados de amy. Ela envolve-se com Ethan e no fim dá o bébe para a adoção.

## Elenco
Personagens Secundários
| Ator                     | Personagem          |
| ------------------------ | ------------------- |
| Steve Schirripa          | Leo Boykewich       |
| Jennifer Coolidge        | Betty               |
| Philip Anthony-Rodriguez | Ruben Enriquez      |
| Paola Turbay             | Cindy Lee           |
| John Schneider           | Dr. Marshall Bowman |
| Renee Olstead            | Madison Cooperstein |
| Camille Winbush          | Lauren Treacy       |
| Amy Rider                | Alice Valko         |
| Allen Evangelista        | Henry Miller        |
| Brando Eaton             | Griffin             |
| Rumer Willis             | Heather             |
| Josie Bissett            | Kathleen Bowman     |
| Luke Zimmerman           | Tom Bowman          |
| Jorge Pallo              | Marc Molina         |
| Bianca Lawson            | Shawna              |
| Lil' JJ                  | Duncan              |
| L. Scott Caldwell        | Margaret Shakur     |
| Alice Hirson             | Mimsy               |
| Larry Sullivan           | Leon                |
| Alex Boling              | Donavan             |
| Bryan Callen             | Bob Underwood       |
| Zachary Abel             | Max Enriquez        |
| Tom Virtue               | Sam Stone           |
| Ernie Hudson             | Dr. Ken Fields      |
| Andrew McFarlane         | Jason Treacy        |
| Deborah Raffin           | Dr. Hightower       |
| Constance Marie          | Virginia Molina     |

## Recepção
Em sua primeira temporada, The Secret Life of the American Teenager teve recepção mista por parte da crítica especializada. Com base de 15 avaliações profissionais, alcançou uma pontuação de 47% no Metacritic.

## Premiações e indicações
- Teen Choice Awards 2008
  - Melhor Programa de Tv (drama): The Secret Life of the American Teenager [Vencedor]
- Young Artist Awards 2009
  - Melhor Performance numa Série de Tv - Atriz Jovem(Comédia ou Drama): Shailene Woodley [Indicada]
- Teen Choice Awards 2009
  - Melhor Programa de Tv (drama): The Secret Life of the American Teenager [Indicado]
  - Programa Revelação: The Secret Life of the American Teenager [Indicado]
  - Melhor ator de Tv (drama): Kenny Baumann [Indicado]
  - Melhor atriz de Tv (drama): Shailene Woodley [Indicado]
  - Revelação Masculina: Daren Kagasoff [Vencedor]
  - Melhor unidade familiar: Molly Ringwald e Mark Derwin [Indicado]
- Gracie Allen Award 2009
  - Melhor Série - Drama: The Secret Life of the American Teenager [Vencedor]
- Gracie Allen Award 2010
  - Melhor Atriz Revelação em Série (drama): Shailene Woodley [Vencedora]
- People's Choice Awards 2010
  - Melhor Série de Drama [Indicado]